# Пісківська (пам'ятка природи)
Пісківська — ботанічна пам'ятка природи місцевого значення. Об'єкт розташований на території Оскільськаої сільської громади Ізюмського району Харківської області. 
Площа — 0,1 га, статус отриманий у 1984 році. Перебуває у віданні ДП «Ізюмське лісове господарство», Пісківське лісництво, квартал 356, виділ 11.
Охороняється екземпляр дуба звичайного віком понад 200 років.